# Háborús bűncselekmény
A háborús bűncselekmény nemzetközi jogi meghatározása a háború szabályait és szokásait megsértő, megszegő cselekménynek (ismert még nemzetközi humanitárius jogként is, azonban a kettő nem azonos fogalom), amely alapján megállapítható az egyéni büntetőjogi felelősség.
Háborús bűncselekménynek számítanak:
- egy katonailag megszállt terület lakosságának bántalmazása, meggyilkolása, vagy deportálása rabszolga koncentrációs táborokba;
- hadifoglyokkal, polgári internáltakkal való rossz bánásmód, meggyilkolásuk;
- védett személyeknek a szembenálló fél hadseregébe történő kényszerítése;
- túszok meggyilkolása;
- kémek, vagy más személyek, akiket tisztességes jogi eljárás nélkül ítéltek el háborús bűnösként bántalmazása, meggyilkolása
- települések indokolatlan megsemmisítése, vagy bármilyen objektum lerombolása, ami nem indokolható meg katonai szükségszerűséggel.

A háborús bűncselekmény nemzetközi jogi definiálása az 1899–1907 közötti hágai egyezményekben lett rögzítve, de előtte is ismertek voltak önálló, egymástól eltérő jogi fogalmak. A 20. század közepén a nürnbergi alapelvekben fejlesztették tovább a fogalmat, amit a nürnbergi perek során is alkalmaztak. A definíciós alapokat a Nemzetközi Katonai Törvényszék londoni kartája adta, melyet 1945. augusztus 8-án tettek közzé. A háborús bűncselekmények mellett a karta szövegbe foglalta a béke elleni bűnöket és az emberiesség elleni bűncselekményeket (crimes against humanity) is, melyeket gyakran a háborús időszakok alatt követnek el a háborús bűncselekményekkel párhuzamosan.
Az 1907. október 18-án kiadott IV. hágai könyv 22. cikke szerint „A hadviselő felek joga elfogadni, hogy az ellenségnek okozott károk eszközei nem korlátlanok.” A 20. században több más nemzetközi szerződés vezetett be hadviselési korlátokat. Ezek között egyesek – köztük a hágai és genfi egyezmények, valamint a népirtásról szóló nemzetközi egyezmény – a nemzetközi szokásjog részeinek tekintendőek és mindenek felett állnak, mások pedig csak akkor kötelezőek az egyénekre nézve, ha a szembenálló hatalmak egyike ratifikálta a kérdéses nemzetközi egyezményt, amely rá nézve kényszerítőleg hatályos (ilyen például az ENSZ Alapokmánya).

## Fordítás
- Ez a szócikk részben vagy egészben  a   war crime című angol Wikipédia-szócikk ezen változatának fordításán alapul.  Az eredeti cikk szerkesztőit annak laptörténete sorolja fel. Ez a jelzés csupán a megfogalmazás eredetét és a szerzői jogokat jelzi, nem szolgál a cikkben szereplő információk forrásmegjelöléseként.